# 100 mètres T13 masculin aux Jeux paralympiques d'été de 2024
 (mars 2025).
Si vous disposez d'ouvrages ou d'articles de référence ou si vous connaissez des sites web de qualité traitant du thème abordé ici, merci de compléter l'article en donnant les références utiles à sa vérifiabilité et en les liant à la section « Notes et références ».
Navigation
Tokyo 2020
L'épreuve du 100 mètres T13 masculin aux Jeux paralympiques d'été de 2024 se déroulent le 1er septembre 2024 au Stade de France.

## Organisation

### Lieu de la compétition
Les épreuves d'athlétisme handisport qui se déroulent sur piste prennent place au Stade de France, le plus grand stade français, comprenant 75 000 places en configuration athlétisme. Il se situe dans le quartier de la Plaine Saint-Denis à Saint-Denis, dans la proche banlieue nord de Paris.

### Classification
La catégorie T13 est réservée aux athlètes ayant une déficience visuelle modérée. Les athlètes de cette catégorie ont divers handicaps visuels, mais peuvent généralement reconnaître les contours à une distance de 2 à 6 mètres. Les athlètes de cette catégorie n'ont généralement pas besoin d'un guide.

## Participation

### Nations participantes
| Afrique                    | Amériques    | Asie                              | Europe                                            | Océanie     |
| -------------------------- | ------------ | --------------------------------- | ------------------------------------------------- | ----------- |
| - Algérie - Mali - Namibie | - États-Unis | - Japon - Ouzbékistan - Thaïlande | - Allemagne - Espagne - Grande-Bretagne - Norvège | - Australie |
| 3 pays                     | 1 pays       | 3 pays                            | 4 pays                                            | 1 pays      |

## Médaillés
| Or                           | Argent                | Bronze               |
| Skander Djamil Athmani (ALG) | Salum Kashafali (NOR) | Shuta Kawakami (JPN) |

## Résultats détaillés

### Séries
| Rang | Couloir | Athlète                | Pays      | Temps   | Notes |
| ---- | ------- | ---------------------- | --------- | ------- | ----- |
| 1    | 5       | Skander Djamil Athmani | Algérie   | 10 s 51 | Q     |
| 2    | 6       | Chad Perris            | Australie | 10 s 87 | Q     |
| 3    | 3       | Samba Coulibaly        | Malie     | 10 s 95 | Q     |
| 4    | 8       | Vegard Sverd           | Norvège   | 11 s 20 | SB    |
| 5    | 4       | Max Marzillier         | Allemagne | 11 s 46 |       |
| 6    | 7       | Jakkarin Dammunee      | Thaïlande | 12 s 83 |       |

| Rang | Couloir | Athlète               | Pays            | Temps   | Notes |
| ---- | ------- | --------------------- | --------------- | ------- | ----- |
| 1    | 7       | Salum Kashafali       | Norvège         | 10 s 57 | Q     |
| 2    | 3       | Shuta Kawakami        | Japon           | 10 s 80 | Q     |
| 3    | 4       | Zak Skinner           | Grande-Bretagne | 10 s 97 | Q     |
| 4    | 6       | Isaac Jean-Paul       | États-Unis      | 10 s 97 | q     |
| 5    | 2       | Johannes Nambala      | Namibie         | 11 s 10 | q     |
| 6    | 5       | Doniyorjon Akhmedov   | Ouzbékistan     | 11 s 42 |       |
| 7    | 8       | Winsdom Ikhiuwu Smith | Espagne         | 11 s 74 |       |

### Finale
| Rang                                   | Couloir | Athlète                | Pays            | Temps   | Notes |
| -------------------------------------- | ------- | ---------------------- | --------------- | ------- | ----- |
| Médaille d'or, Jeux paralympiques      | 4       | Skander Djamil Athmani | Algérie         | 11 s 42 | PR    |
| Médaille d'argent, Jeux paralympiques  | 5       | Salum Kashafali        | Norvège         | 10 s 47 | SB    |
| Médaille de bronze, Jeux paralympiques | 7       | Shuta Kawakami         | Japon           | 10 s 80 |       |
| 4                                      | 6       | Chad Perris            | Australie       | 10 s 80 |       |
| 5                                      | 2       | Isaac Jean-Paul        | États-Unis      | 10 s 93 | SB    |
| 6                                      | 3       | Zak Skinner            | Grande-Bretagne | 10 s 93 |       |